# Alberto Liri
Alberto Liri (Genova, 29 febbraio 1912 – Boccan, 26 ottobre 1936) è stato un militare italiano, insignito della medaglia d'oro al valor militare alla memoria nel corso delle grandi operazioni di polizia coloniale in Africa Orientale Italiana.

## Biografia
Nacque a Genova il 29 febbraio 1912, figlio di Clemente e Teresa Carello. Dopo aver completato gli studi presso l'Istituto tecnico commerciale "Tortelli" di della sua città natale, nel novembre 1933 si arruolò nel Regio Esercito in qualità di allievo presso la Scuola allievi ufficiali di complemento di Moncalieri conseguendo, nel giugno dell'anno successivo, la nomina a sottotenente dell'arma di fanteria assegnato in servizio presso l'89º Reggimento fanteria. Completato il servizio di prima nomina nel gennaio 1935 veniva, pochi mesi dopo, richiamato in servizio attivo e assegnato al Regio corpo truppe coloniali d'Eritrea. Salpato da Napoli il 18 giugno, sbarcò a Massaua, in Eritrea, nove giorni dopo venendo assegnato al II Battaglione indigeni come comandante del plotone esploratori. Dopo lo scoppio della guerra d'Etiopia prese parte alle operazioni belliche sul fronte nord, e cadde in combattimento a Boccan il 26 ottobre 1936, nel corso delle grandi operazioni di polizia coloniale, venendo insignito della medaglia d'oro al valor militare alla memoria.

### Fonti
1. 1 2 3 4  Combattenti Liberazione.
2. 1 2 3  Gruppo Medaglie d'Oro al Valor Militare 1965, p. 200.
3. ↑   Medaglia d'oro al valor militare Liri, Alberto, su quirinale.it, Quirinale. URL consultato l'11 luglio 2021.